# Julienne de Cornillon
 (juillet 2024).
Pour les articles homonymes, voir Sainte Julienne et Cornillon.
Julienne de Cornillon, en religion Mère Julienne du Mont-Cornillon, née le 13 novembre 1193, à Retinne, Belgique, et décédée le 5 avril 1258 , à Fosses-la-Ville, Belgique, était une religieuse augustinienne, et prieure du couvent-léproserie du Mont-Cornillon, dans la principauté de Liège. Elle est surtout connue pour avoir obtenu de l'évêque de Liège (en 1246) puis du pape Urbain IV (en 1264) l'institution de la Fête-Dieu.
C'est une sainte de l'Église catholique célébrée le 5 avril et plus spécifiquement en Belgique le 7 août.

## Biographie

### Les prémices
Née à Retinne, village près de Fléron, Belgique, elle perd ses parents Henri et Frescende, riches agriculteurs, à l'âge de 5 ans. Elle fut confiée, avec sa sœur Agnès, au couvent des sœurs augustiniennes du mont Cornillon à Liège, pour y être élevée par les sœurs. Le couvent dirigeait une léproserie qui nous est connue par un document de 1176, par lequel les bourgeois de Liège imposent un règlement à l'établissement. Ils constatent qu'il est pauvre en revenus, mais que la situation s'améliora grâce aux dons de certaines personnes. Le couvent-léproserie se composait de quatre communautés : les hommes malades et les hommes sains, les femmes malades et les femmes saines. Les quatre communautés vivaient sous la direction de deux prieurs, un homme (prêtre) et une femme (sœur), dans l'observance du célibat, du partage des biens et de la prière, sans posséder de règle religieuse fixe.
À 14 ans, Julienne fut admise au nombre des sœurs. Elle étudia le latin, le français, ce qui lui permit de lire les Pères de l'Église, tels que saint Augustin d'Hippone et saint Bernard de Clairvaux. Julienne aimait particulièrement ce dernier saint, dont elle connaissait par cœur des sermons entiers.
Dès son adolescence, elle était particulièrement portée vers la dévotion eucharistique. À partir de 1209 elle eut de fréquentes visions mystiques. Une vision revint à plusieurs reprises, dans laquelle elle vit une lune échancrée, c'est-à-dire rayonnante de lumière, mais incomplète, une bande noire la divisant en deux parties égales. Elle resta longtemps sans comprendre la signification de cette vision, et sans en parler à personne.
En 1222, Julienne fut élue prieure des sœurs augustiniennes du monastère de Cornillon (sous le mont Cornillon). Elle subit en tant que prieure de nombreux tourments, certains dus à des membres de sa communauté et d'autres dus à des bourgeois de Liège souhaitant augmenter leur pouvoir sur la léproserie et en accaparer les charges.
Cependant, la vision étrange continuait de tourmenter Julienne. Après des années, c'est — selon la Vita — le Christ même qui lui donna les lumières nécessaires à la compréhension de cette vision. Comme le dit alors Benoît XVI lors de l'audience générale du 17 novembre 2010 : « Le Seigneur lui fit comprendre la signification de ce qui lui était apparu. La lune symbolisait la vie de l'Église sur terre, la ligne opaque représentait en revanche l'absence d'une fête liturgique, pour l'institution de laquelle il était demandé à Julienne de se prodiguer de façon efficace : c'est-à-dire une fête dans laquelle les croyants pouvaient adorer l'Eucharistie pour faire croître leur foi, avancer dans la pratique des vertus et réparer les offenses au Très Saint Sacrement. » Julienne, croyant d'abord se dérober, accepta finalement sa mission et se mit à œuvrer pour l'établissement de cette fête. La première personne à qui elle osa parler de son projet fut la Bienheureuse Ève de Liège, recluse.
Julienne probablement composa elle-même l'office, les paroles comme la musique. Les deux amies entreprirent des démarches pour l'instauration de la Fête-Dieu, demandant conseil à quelques éminentes autorités ecclésiastiques, tels que Jean de Lausanne, chanoine de Saint-Martin, Jacques Pantaléon, archidiacre de Liège et futur pape Urbain IV, Gui de Laon, évêque de Cambrai, et aussi de brillants théologiens dominicains, dont Hugues de Saint-Cher, et bien d'autres. Le prince-évêque Robert de Thourotte s'intéressa à cette proposition et s'engagea à officialiser le culte eucharistique. Tombé malade à Fosses, craignant de n'avoir pas le temps de confirmer la fête à sa principauté ; il recommanda l'institution de la fête au clergé qui l'entourait et en fit célébrer l'office en sa présence, à Fosses même. Il y mourut, le 16 octobre 1246, sans avoir pu tenir un synode général et y publier son mandement.

### L'institution de la Fête-Dieu

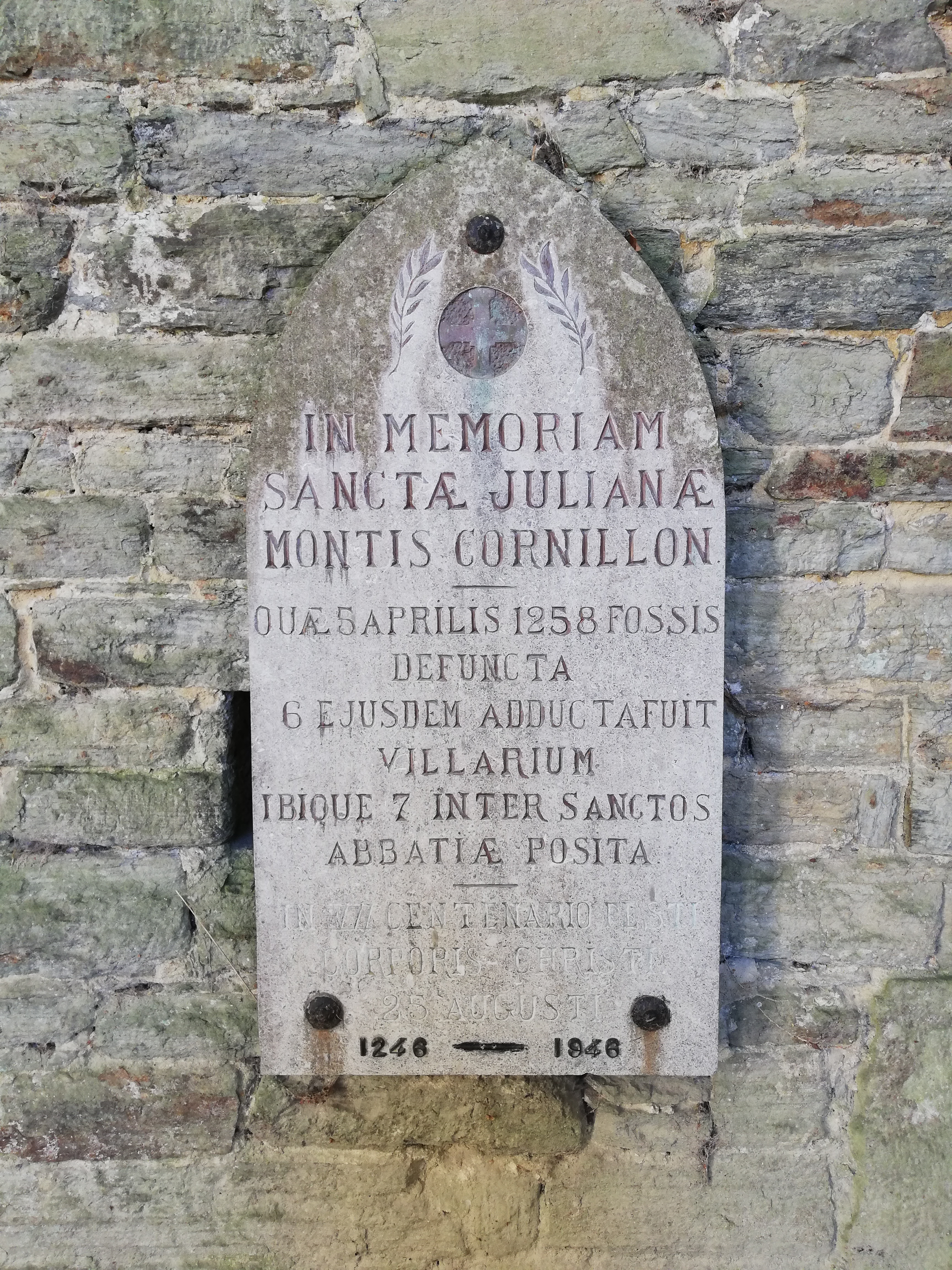
Stèle à la mémoire de Julienne de Cornillon à l'abbaye de Villers.

La Fête-Dieu (ou Corpus Christi) fut introduite en Europe, d'abord en 1246 dans le diocèse de Liège. Les bourgeois de Liège s'opposaient à la fête car cela signifiait un jour de jeûne en plus pour la population et certains religieux considéraient que cette fête ne méritait de telles dépenses. L'opposition à la fête devint plus forte après la mort de son protecteur l'évêque Robert de Thourotte. L'opposition devenant persécution, Julienne et quelques compagnes quittèrent leur couvent. Elles trouvèrent asile en plusieurs abbayes cisterciennes, passant par le Val-Benoît et Huy. Elles furent accueillies finalement à l'abbaye de Salzinnes, près de Namur, qui, se trouvant hors de la principauté de Liège, devint leur refuge permanent.
Elle mourut le 5 avril 1258 à Fosses-la-Ville, dans l'Entre-Sambre-et-Meuse (Belgique), et fut inhumée dans l'abbaye cistercienne de Villers-la-Ville. Elle y fut vénérée, aux côtés des cinq bienheureux de cette abbaye, dont Gobert d'Aspremont.
Après la mort de son amie, Ève continua cependant les démarches, et obtint l'institution de la fête pour l'Église universelle grâce à sa bonne relation avec Jacques Pantaléon. C'est ainsi que Jacques Pantaléon de Troyes, archidiacre de Liège devenu pape sous le nom d'Urbain IV institua la Fête-Dieu, Corpus Domini pour l'Église universelle par la bulle Transiturus de hoc mundo le 11 août 1264 à Orvieto, Siège apostolique et résidence du pontife et de sa cour.
La Fête-Dieu ne fut reçue dans l'ensemble de l'Église latine qu'au temps de Clément V, à l'époque du concile œcuménique de Vienne 1311 où il renouvela la constitution d'Urbain IV.
L'office célébré à Liège en 1246 a désormais laissé la place à un office composé par Thomas d'Aquin, doctor angelicus, lui aussi à Orvieto dans le couvent de Saint-Dominique. Dans la ville avait sa chaire saint Bonaventure da Bagnoregio aussi, doctor seraphicus. La teneur théologique des deux offices est différente car le premier était christocentrique et communautaire, tandis que le second est d'une théologie plus moderne pour l'époque.

### Canonisation et vénération
Sainte Julienne est célébrée liturgiquement le 5 avril, en Belgique, et plus solennellement le 7 août dans le diocèse de Liège. Elle est souvent représentée avec une lune échancrée ou un ostensoir.
Sa mémoire est restée en vénération dans l'ordre cistercien, tant pour l'appui que les moines lui prêtèrent dans l'accomplissement de sa mission, que pour sa dévotion à saint Bernard dont elle méditait les sermons sur le Cantique des Cantiques au point d'en connaître une vingtaine par cœur.

## De l'élévation à la Fête-Dieu
Les origines de la solennité du corps et du sang du Christ, célébrée naguère le jeudi après le dimanche de la Sainte-Trinité, et maintenant souvent reportée au dimanche suivant pour permettre la participation des fidèles, remontent selon certains historiens au XIIe siècle. L'élévation manifestait le désir de contempler l'hostie, mais l'impulsion décisive fut donnée par sainte Julienne de Cornillon et la bienheureuse Ève de Liège.

### Le prélude
La solennité aurait été dans un certain sens préparée par le débat théologique et par le réveil de la dévotion eucharistique survenu après l'hérésie de Bérenger de Tours qui niait la présence réelle du Christ dans l'Eucharistie. Ce réveil s'accompagnait d'un désir de pouvoir contempler l'hostie pendant la messe : c'est à Paris, en 1200, que l'existence de ce rite de « l'élévation », au moment de la consécration, est attestée pour la première fois.

## Lieux
- Abbaye de Salzinnes, près de (Namur) ;
- Le petit ruisseau de la (sainte) Julienne qui prend sa source à Retinne et creuse un magnifique petit vallon verdoyant sur 8 km à travers Saive et Visé/Argenteau pour se jeter dans la Meuse ;
- Ruines de l'abbaye de Villers-la-Ville ;
- Basilique Saint-Martin de Liège ;
- Chapelle Sainte-Julienne à Saint-Josse-ten-Noode ;
- Église Sainte-Julienne de Liège.